# سيرغي كوزنيتسوف (لاعب كرة قدم)
سيرغي كوزنيتسوف (8 مارس 1999 - ) هو لاعب كرة قدم روسي في مركز الوسط.

## وصلات خارجية
- سيرغي كوزنيتسوف (لاعب كرة قدم) على موقع قاعدة بيانات كرة القدم.إي يو (الإنجليزية)